# YAGNI
YAGNI是英文 “You aren't gonna need it” 的缩写，一般认为属于软件工程方法极限编程。YAGNI 原则指出，程序员应该在面临确凿的需求时，才实现相应功能。
在 YAGNI 的实践中，建议配合单元测试、持續整合和代码重构；以避免产生难以维护的代码（技术负债）。